# Якоб Йорданс
Якоб Йорданс (р. 19 май 1593 – п. 18 октомври 1678) е един от тримата барокови художници, заедно с Петер Паул Рубенс и Антонис ван Дайк, донесли престиж на антверпенската школа.
Автор на митологични („Мелеагър“, „Атланта“) и библейски сцени („Разпятие“, „Четиримата евангелисти“), а също така и на сцени от селския живот. Няколко платна художникът посвещава на забавния сюжет „Сатир на гости на селско семейство“, в които античният гост се съпоставя с обикновените хора. Последовател на Микеланджело да Караваджо, той умее най-добре от всички фламандци да постига драматични ефекти чрез светлината.
Якоб Йорданс рисува до последния си дъх.

## Галерия
- Алегория на плодовитостта, 1618 – 1628 г.
- Сатир, свирещ на флейта (фрагмент), ок. 1639 г.
- Бакхус като дете, ок. 1640 г.
- Светото семейство с различни лица и животни на кораба, 1652 г.